# Fratelli in erba
Fratelli in erba (Leaves of Grass) è un film del 2009 diretto da Tim Blake Nelson, con Edward Norton, Richard Dreyfuss, Susan Sarandon e Keri Russell. Il titolo originale è lo stesso della raccolta Foglie d'erba di Walt Whitman.

## Trama
Quando il brillante insegnante di filosofia classica presso la Brown University Bill Kincaid riceve la notizia che suo fratello gemello Brady è morto, lascia l'università e ritorna subito nel suo paese nativo in Oklahoma.
Qui, scopre non solo che Brady è vivo, ma anche che impiega pregevolmente l'idroponica nella coltivazione della marijuana, e che è sommerso dai debiti.
Brady vuole sfruttare la loro somiglianza per scambiarsi l'identità, come facevano da ragazzi, per crearsi un alibi da usare nel caso che il previsto incontro col suo creditore, il potente trafficante di droga Pug Rothbaum, dovesse concludersi a fuoco e sangue. Il candido e innocente Bill, volente o nolente, sta al gioco ma le cose volgeranno al tragico.

## Produzione
La pellicola rappresenta un film indipendente, ossia prodotta con un budget limitato e senza l'intervento di una grande casa di produzione cinematografica. La produzione del film iniziò nel terzo trimestre del 2008, quando Tim Blake Nelson completò la sceneggiatura. La fase di casting si svolse nel mese di settembre, quando a Edward Norton, già membro della produzione oltre che del cast, si aggiunsero anche Susan Sarandon e Keri Russell. Nei mesi successivi iniziarono le riprese, svolte prevalentemente a Shreveport, in Louisiana.

## Distribuzione
Il 14 settembre 2009 il film è stato presentato al Toronto International Film Festival. Una prima distribuzione limitata a cura della Lions Gate Entertainment negli USA è avvenuta dal 2 aprile 2010, mentre in alcuni paesi, tra cui la Russia, veniva avviata l'uscita direttamente nel mercato home video. Negli Stati Uniti il film è stato distribuito da First Look Studios il 17 settembre 2010, contemporaneamente all'Italia, distribuito da Eagle Pictures.
L'edizione home video è stata distribuita sul mercato statunitense a partire dal 12 ottobre 2010.

## Accoglienza

### Incassi
Al primo weekend d'esordio negli Stati Uniti, il film è stato presente in sole tre sale incassando circa 20 000 dollari.

### Critica
Roger Ebert sul Chicago Sun-Times ha definito perfetta la doppia interpretazione di Edward Norton, complimentandosi con l'ottima sceneggiatura di Tim Blake Nelson Commenti mediamente positivi sono arrivati anche da altre riviste, quali Entertainment Weekly e The Hollywood Reporter.